# Altbüsser
Altbüsser oder auch Altlapper ist die Bezeichnung für einen ehemaligen Beruf. Er verdiente sich sein Geld mit der Flickschusterei.
Ende des 15. Jahrhunderts war er in Wien auch mit der Ausbesserung von getragenen Kleidungsstücken und Pelzgewand beschäftigt.